# Now (canção de Paramore)
"Now" é uma canção da banda norte-americana Paramore. É o primeiro single do quarto álbum de estúdio do grupo. A gravadora divulgou uma prévia da música no dia 4 de janeiro de 2013 e disponibilizou a canção para baixar no iTunes no dia 22 de janeiro.

## Paradas musicais
| Paradas (2013)                                | Melhor posição |
| --------------------------------------------- | -------------- |
| Austrália (ARIA Charts)                       | 86             |
| Áustria (Ö3 Austria Top 40)                   | 70             |
| Bélgica (Ultratip Bubbling Under de Flandres) | 70             |
| Japão (Japan Hot 100)                         | 90             |
| Reino Unido (UK Rock Chart)                   | 2              |
| Reino Unido (UK Singles Chart)                | 39             |
| Estados Unidos (Billboard Rock Songs)         | 16             |
| Estados Unidos (Alternative Songs)            | 13             |